# Bisamrotte
Bisamrotten (Ondatra zibethicus) er en mellemstor gnaver, der er hjemmehørende i Nordamerika. Den er introduceret i dele af Europa, Asien og Sydamerika. Bisamrotten findes i vådområder, hvor den lever af vandplanter. Den udgraver gange i diger og brinker eller bygger et bo i vandet. Den anvendes af mennesker for sit kød eller pels.

## Forekomst i Danmark
Bisamrotten er i Danmark siden 2000 udbredt med en fast bestand i Sønderjylland. Den blev første gang registreret i 1989. Den menes at være kommet over grænsen fra Tyskland.
Bisamrotten anses for at være en invasiv art i Danmark.

## Skadedyr
I Tyskland og Holland har bisamrotten været bekæmpet siden 1930'erne, da den ved sin gravende adfærd underminerer bl.a. diger og dæmninger.